# Carlos Mencia
Ned Arnel Mencía (n. 22 octombrie 1967, San Pedro Sula, Honduras) este un actor american.